# Fiesta del Bollo

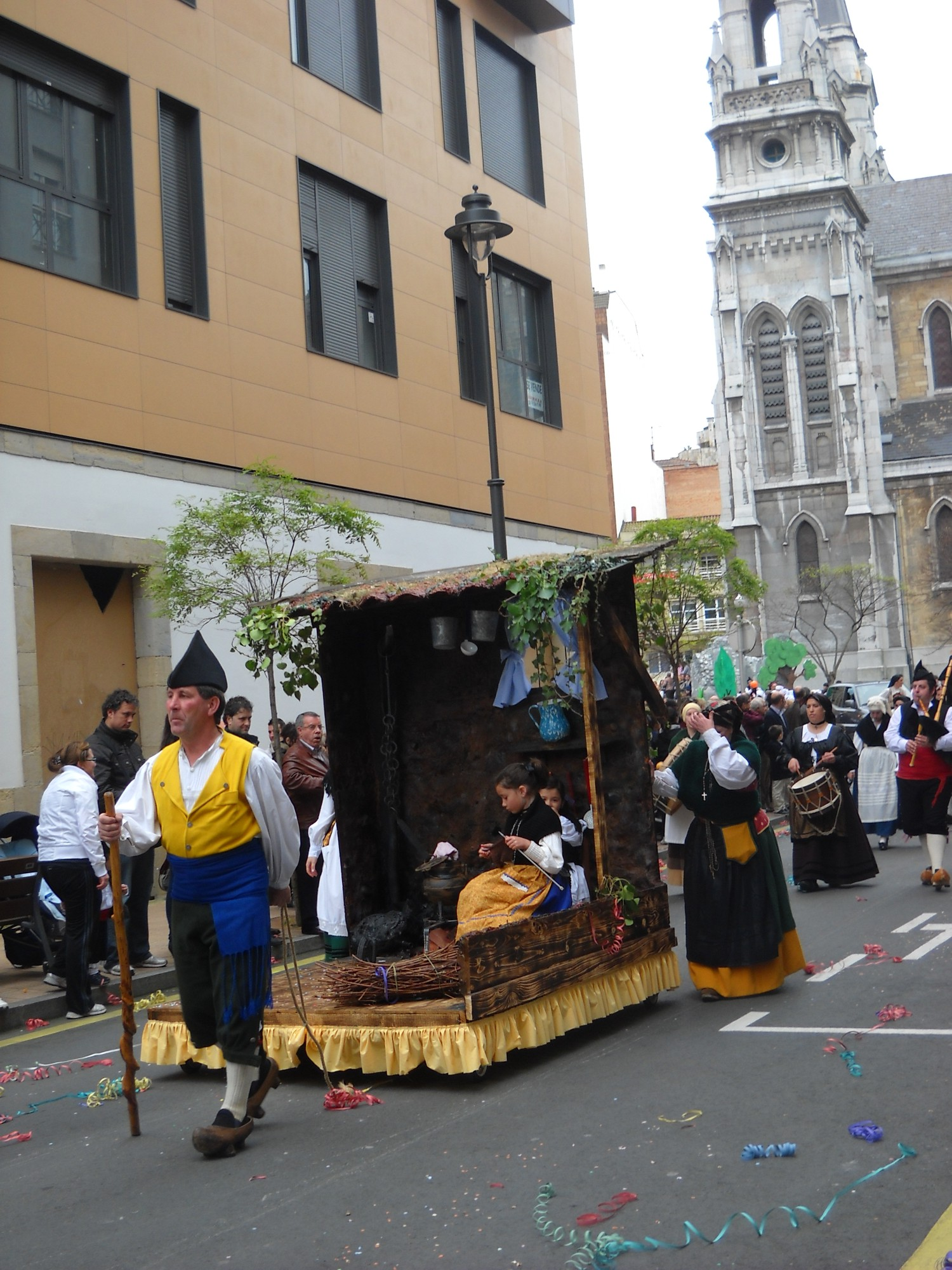
Fiesta del Bollo en 2012.

La Fiesta de El Bollo se celebra en la localidad asturiana de Avilés. La fiesta se celebra el domingo y lunes de Pascua siendo el colofón a las fiestas de Semana Santa en la villa.

## Características
La fiesta nace a finales del siglo XIX, denominándose de esta forma por el bollo, un bizcocho de manteca con azúcar en forma de estrella, que es regalado por los padrinos a sus ahijados el Domingo de Pascua.
El domingo se realiza un desfile de carrozas, con gigantes y cabezudos y grupos de danza y folclore. La cofradía del el Bollo ofrece la misa solemne en la iglesia de San Nicolás de Bari. Tras la misa se realiza el pregón de la fiesta. El lunes se celebra en la ciudad la denominada comida en la calle, comida en la que los vecinos salen a la calle a comer en unas mesas puestas por las calles de la ciudad. La fiesta se ha hecho cada año más popular y en 2017, se batió récord de participación con 11 836 avilesinos que disfrutaron de la 25.ª edición de esta fiesta.
Relación de Pregoneros de la Fiesta del Bollo de Avilés:
- Año 2025, Lucía García López
- Año 2024, Tino di Geraldo
- Año 2023, José Velasco, productor audiovisual
- Año 2022, Rossy de Palma
- Año 2021, Noelia Rodiles
- Año 2020, (no se realizó a causa de la pandemia originada por la COVID-19)
- Año 2019, Analía García Rodríguez
- Año 2018, Jorge García Martínez
- Año 2017, Olga Mesa
- Año 2016, Marc Vigil
- Año 2015, Vidal de la Madrid
- Año 2014, Beatriz Lodge
- Año 2013, José Luis García Martín
- Año 2012, Paco Sánchez
- Año 2011, Nelly Fernández Arias
- Año 2010, Miguel Solís Santos
- Año 2009, Ramón Rodríguez
- Año 2008, Pepa Sanz
- Año 2007, María Jesús Wes López
- Año 2006, José Manuel Velasco
- Año 2005, Rubén Garabaya
- Año 2004, Ramón Colao

Con anterioridad al año 2004, se realizaba un concurso de pregones
- Datos: Q5861752
- Multimedia: Fiesta del Bollo, Avilés / Q5861752